# Arnfinn Bergmann
Arnfinn Bergmann (14. října 1928 Trondheim – 13. února 2011 Trondheim) byl norský skokan na lyžích.
Získal zlatou medaili na domácích olympijských hrách v Oslu roku 1952, v závodě na středním můstku. Jeho nejlepším umístěním na mistrovství světa bylo třetí místo na šampionátu v Lake Placid roku 1950. Třikrát se stal skokanským mistrem Norska (1952, 1953, 1958). Byl též fotbalistou, s týmem SK Freidig získal v roce 1948 mistrovský titul. Kariéru ukončil roku 1959, následujících třicet let pracoval jako učitel v Oslu a Bærumu. V závěru života se vrátil do rodného Trondheimu.